# District de la Dwyfor
Pour les articles homonymes, voir Dwyfor.
Le district de la Dwyfor (district of Dwyfor en anglais) est une ancienne zone de gouvernement local de deuxième niveau du pays de Galles.
Créé au 1er avril 1974 au sein du comté du Gwynedd par le Local Government Act 1972, il est aboli le 31 mars 1996 en vertu du Local Government (Wales) Act 1994. Avec le borough d’Arfon et le district de Meirionnydd, son territoire est constitutif du comté de Caernarfonshire and Merionethshire institué à partir du 1er avril 1996.

## Géographie
Le territoire du district relève du comté administratif de Caernarvon. Au 1er avril 1974, il constitue, avec les districts d’Aberconwy, d’Arfon, de l’Isle of Anglesey et de Meirionnydd, le comté du Gwynedd, zone de gouvernement local de premier niveau créée par le Local Government Act 1972,.
Alors que le district admet 25 007 habitants au recensement de 1981, 25 803 résidents sont comptabilisés lors du recensement de 1991. La superficie du territoire du district est évaluée à 152 753 acres en 1978,,.

## Toponymie
Simplement défini par un ensemble de territoires par le Local Government Act 1972, le district prend le nom officiel de Dwyfor en vertu du Districts in Wales (Names) Order 1973, un décret en Conseil du 8 janvier 1973 pris par le secrétaire d’État pour le Pays de Galles,.
Ainsi, le district tient son appellation de la rivière de la Dwyfor (en) (afon Dwyfor en gallois).

## Histoire
Le district de la Dwyfor est érigé au 1er avril 1974 à partir des territoires suivants, :
- le borough municipal de Pwllheli ;
- le district urbain de Criccieth ;
- le district urbain de Porthmadog ;
- le district rural de Gwyrfai, pour partie (paroisses de Beddgelert et de Clynnog) ;
- et le district rural de Lleyn.

Le district est aboli au 31 mars 1996 par le Local Government (Wales) Act 1994, son territoire relevant désormais du comté de Caernarfonshire and Merionethshire au sens de la loi.